# Wilhelm Bökenkrüger
Wilhelm Bökenkrüger (* 12. August 1890 in Elberfeld; † 1. August 1966 in Neustadt an der Weinstraße) war ein deutscher Verwaltungsbeamter und Politiker (SPD).

## Leben
Seit früher Jugend war er in der politischen und gewerkschaftlichen Arbeiterbewegung tätig. Während der Zeit der Weimarer Republik war er von 1923 bis 1933 Direktor des Arbeitsamtes in Wuppertal.
Bökenkrüger wurde nach der Machtübernahme der Nationalsozialisten aus politischen Gründen entlassen. Er wurde zunächst in „Schutzhaft“ genommen, dann im Gefängnis Elberfeld inhaftiert und schließlich in das Konzentrationslager Kemna verbracht. Von 1934 bis 1940 arbeitete er als Buchhändler in Neustadt an der Weinstraße, dann in gleicher Funktion in Metz.
Nach dem Zweiten Weltkrieg wurde Bökenkrüger mit dem Neuaufbau der Arbeits- und Sozialverwaltung beauftragt und fungierte 1945 kurzzeitig als Präsident des Landesarbeitsamtes Mittelrhein-Saar. Von 1945 bis 1947 war er Präsidialdirektor für Arbeits- und Sozialangelegenheiten in Hessen-Pfalz. 1947 erhielt er seine Ernennung zum Ministerialdirektor.

## Abgeordneter
Bökenkrüger war 1946/47 Mitglied der Beratenden Landesversammlung von Rheinland-Pfalz.

## Öffentliche Ämter
Bökenkrüger wurde am 9. Juli 1947 als Minister für Arbeit in die von Ministerpräsident Peter Altmeier geführte Regierung des Landes Rheinland-Pfalz berufen. Aus Protest gegen die Abberufung des pfälzischen Oberregierungspräsidenten, Franz Bögler, trat er am 20. Oktober 1949 zusammen mit den beiden anderen SPD-Ministern Hans Hoffmann und Jakob Steffan zurück.

## Veröffentlichungen
- Das neuzeitliche Arbeitsnachweis-Gebäude. Serie II, Heft 7/9 der Bücherei des Öffentlichen Arbeitsnachweises, Stuttgart: W. Kohlhammer 1926.
- Amerika, hast du es besser?, 1951.